# Lucien Piccard
Lucien Piccard es un fabricante estadounidense de relojes.

## Historia
La compañía fundada en Lausanne en 1923 por el relojero Lucien Piccard con objetivo en los relojes de lujo de alta gama, la marca cayó en desgracia con la aparición del Reloj de cuarzo
Lucien Piccard fue la primera casa relojera en utilizar joyas en los engranajes de sus relojes.